# Райдлова, Камила
Ка́мила Ра́йдлова (чеш. Kamila Rajdlová; род. 22 апреля 1978, Либерец, Северочешский край) — известная чешская лыжница, участница трёх Олимпийских игр, призёр этапа Кубка мира. Специализируется в дистанционных гонках.

## Карьера
В Кубке мира Райдлова дебютировала в 1996 году, в декабре 2006 года единственный раз попала в тройку лучших на этапе Кубка мира, в эстафете. Кроме подиума на сегодняшний момент имеет 7 попаданий в десятку лучших на этапах Кубка мира, 6 в командных и 1 в личных гонках. Лучшим достижением Райдловой в общем итоговом зачёте Кубка мира является 32-е место в сезоне 2008-09.
На Олимпиаде-2002 в Солт-Лейк-Сити, показала следующие результаты: 10 км классикой — 26-е место, гонка преследования — 45-е место, эстафета — 4-е место, 30 км классикой — 27-е место.
На Олимпиаде-2006 в Турине, стала 12-й в командном спринте, 32-й в гонке на 10 км классикой, 6-й в эстафете и 31-й в масс-старте на 30 км.
На Олимпиаде-2010 в Ванкувере, приняла участие в трёх гонках: 10 км коньком — 25-е место, дуатлон 7,5+7,5 км — 23-е место, эстафета — 12-е место. Так же была заявлена на масс-старт на 30 км, но не вышла на старт.
За свою карьеру участвовала в шести чемпионатах мира, лучший результат 5-е место в эстафете на чемпионате мира — 2007 в Саппоро, в личных гонках не поднималась выше 11-го места.
Использует лыжи производства фирмы Fischer.